# La Vila Mariners
La Vila Mariners fue la franquicia de rugby que representó a los clubes de la Comunidad Valenciana y la Región de Murcia (España) en la extinta Liga Superibérica.
El equipo fue fundado en 2009 y nació aglutinando, en un principio, a los equipos de rugby de estas comunidades: el Club de Rugby La Vila que participa en la División de Honor y a clubes como el Universidad de Murcia Rugby (Primera Nacional) el Tavernes Rugby de la regional valenciana o el Cartagena RC de la regional murciana.
La marca deportiva Canterbury of New Zealand vistió a esta franquicia, igual que a las otras cinco participantes.

## Origen del nombre y del emblema
El nombre de la franquicia, Mariners, se eligió por la tradición marinera de la zona a la que representa la misma. Como el nombre es de origen valenciano, la acentuación del mismo es la de una palabra aguda, o lo que es lo mismo recae sobre la última sílaba del nombre, en contraposición con la palabra inglesa mariner que es llana.
El logotipo o emblema de la misma es el dios romano Neptuno con un balón de rugby emergiendo del nombre de la propia franquicia.

## Historia
Participó en el partido inaugural de la primera edición de la Liga Superibérica que se celebró en los Campos de Pepe Rojo el 24 de abril de 2009, en un partido en el que se enfrentaron a los Vacceos Cavaliers de Castilla y León. En contra de todo pronóstico ganaron este partido por 12-36. En esta primera edición se mostraron intratables durante toda la fase regular de la liga, clasificándose en primer lugar para la Final Four que se celebró en el estadio Teresa Rivero del barrio madrileño de Vallecas. Tras una semifinal en la que demostró su superioridad frente a los Catalunya Blaus Almogàvers ganando por 36-20, se enfrentaron en la final con los Gatos de Madrid que fue un partido que acabó en empate a 28 y que ganaron los madrileños por diferencia de ensayos.